# Gare de Gandrange - Amnéville
Gare de Gandrange - Amnéville vasútállomás Franciaországban, Amnéville településen.

## Vasútvonalak
Az állomást az alábbi vasútvonalak érintik:
- Saint-Hilaire-au-Temple-Hagondange-vasútvonal

## Kapcsolódó állomások
A vasútállomáshoz az alábbi állomások vannak a legközelebb:
- Gare de Rombas - Clouange
- Gare d’Hagondange